# Reação de Briggs-Rauscher

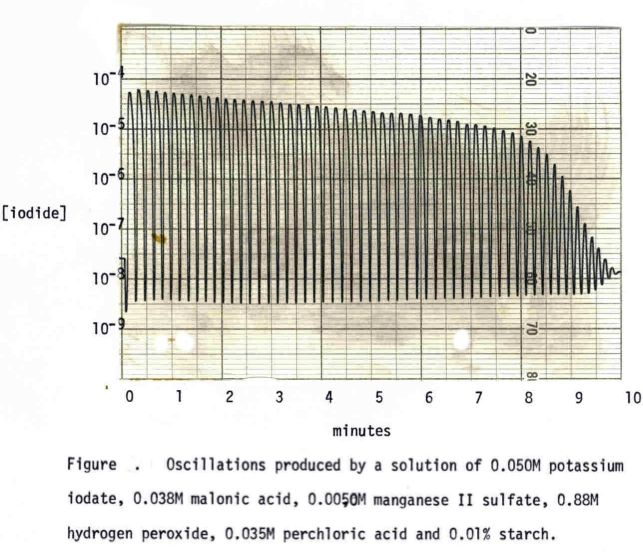
Oscilograma feito em 1972 por Briggs e Rauscher.

A reação de Briggs-Rauscher é um exemplo de reação oscilante na qual a mistura de três soluções incolores resulta em uma solução cuja coloração oscila entre transparente, âmbar (laranja-amarelo) e azul escuro.
É especialmente adequada para fins de demonstração devido às suas mudanças de cor visualmente marcantes: a solução incolor recentemente preparada torna-se lentamente numa cor âmbar e, de repente, muda para um azul muito escuro. Este desaparece lentamente até se tornar incolor e o processo repete-se, cerca de dez vezes na formulação mais popular, antes de terminar como um líquido azul escuro com um forte cheiro a iodo.

## Descrição
A primeira solução incolor é uma mistura de iodato de potássio e ácido sulfúrico em água:
KIO3(aq) + H2SO4(aq)
A segunda é uma mistura de ácido malônico e sulfato de manganês monoidratado em água:
HOOCCH2COOH(aq) + MnSO4. H2O
A terceira é peróxido de hidrogênio em água:
H2O2(aq)
A mistura das três soluções resulta no seguinte equilíbrio químico (estão indicados apenas os reagentes que participam ativamente da reação):
IO3- + 2 H2O2 + CH2(CO2H)2 + H+ ←→ ICH(CO2H)2 + 2 O2 + 3 H2O
Mas tal reação é composta por várias etapas, dentre elas destacamos:
eq 1:
IO3- + 2 H2O2 + H+ ←→ HOI + 2 O2 + 2 H2O
eq 2:
HOI + CH2(CO2H)2 ←→ ICH(CO2H)2 + H2O
Esta última apresenta as seguintes etapas:
eq 2.1:
I- + HOI + H+ ←→ I2 + H2O
(inicialmente, I- é resultado da redução do excesso de HOI pelo H2O2)
eq 2.2:
I2 + CH2(CO2H)2 ←→ ICH2(CO2H)2 + H+ + I-
O I- é incolor, o I2, por sua vez, é responsável pela coloração âmbar e o I3- pela coloração azul escuro.
O processo se baseia no princípio de Le Châtelier.
Quando as três soluções incolores são misturadas, há a formação de HOI, conforme indicado na eq 1, o que aumenta a concentração de HOI.
Isso faz com que o equilíbrio da equação 2.1 seja deslocado no sentido de formação dos produtos, que aumenta a concentração de I2 e deixa a solução âmbar.
Consequentemente, o eq 2.2 é deslocado no sentido de formação de produto, aumentando a concentração de I-, que deixa a solução transparente.
Depois, o I- reage com I2 formando I3-, que deixa a solução azul escuro.
I- + I2 ←→ I3-
Isso consome o I2, deslocando a equação 2.1 no sentido de formação dos produtos, consumindo HOI, o que desloca a equação 1 no sentido de formação de produto. Então, a concentração de I2 aumenta, deixando a solução âmbar, reiniciando o processo.
Quando [I-] é baixa, HOI é formado mais rapidamente, então ele é mais formado do que consumido. Já quando [I-] é alta, HOI é formado mais lentamente, então é mais consumido do que formado. Isso influencia em qual composto é o predominante pelos deslocamentos de equilíbrio.